# Fannia ochrogaster
Fannia ochrogaster is een vliegensoort uit de familie van de Fanniidae. De wetenschappelijke naam van de soort is voor het eerst geldig gepubliceerd in 1869 door Thomson.